# Penthièvre
 (septembre 2011).
Si vous disposez d'ouvrages ou d'articles de référence ou si vous connaissez des sites web de qualité traitant du thème abordé ici, merci de compléter l'article en donnant les références utiles à sa vérifiabilité et en les liant à la section « Notes et références ».
Pour les articles homonymes, voir Penthièvre (homonymie).
Le Penthièvre (Pentevr [pεnteyr] en breton) est un pays traditionnel de la Bretagne, situé à l’est et au sud de Saint-Brieuc dans l'Est des Côtes-d'Armor actuelles. Il composait, avec le Goëlo, un des deux archidiaconés du diocèse de Saint-Brieuc et son titulaire était appelé « le Grand Archidiacre ».

## Géographie

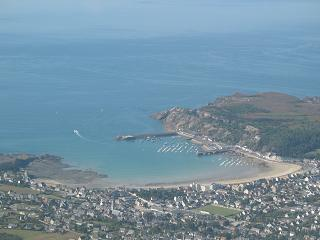
La station balnéaire d'Erquy est implantée au débouché d'un petit vallon, au pied de coteaux couverts de landes arborées. L'extension urbaine et des restaurations contestables du patrimoine bâti, participent à la banalisation du paysage littoral.

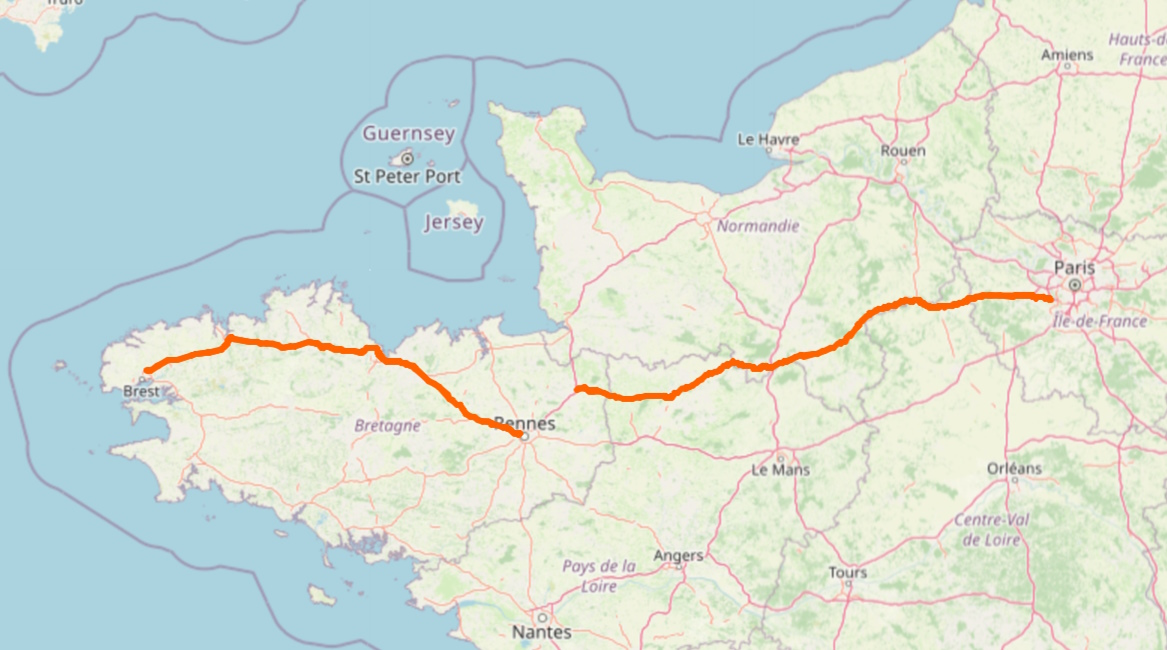
La RN12 et les chemins de fer des Côtes-du-Nord sont des éléments structurants du paysage du Penthièvre en établissant des voies de communication dans le sens est-ouest.

Saint-Brieuc (dont le pays appelé Tournegouët se définit comme un territoire entre la vallée de l'Urne et celle du Gouët) et Lamballe, sa capitale, en sont les villes principales. C'est le fond des vallées qui délimite ce pays en l'absence de lignes de crêtes : ses frontières naturelles sont à l'ouest le Bas-Gouët, à l'est l'Arguenon, et au sud le Haut-Lié jusqu'à La Chèze incluse, où il touche au Porhoët dans le diocèse de Saint-Malo et au Rohan dans le Vannetais.
Le pays est constitué de plusieurs unités paysagères : plateaux littoraux (plateau de Saint-Brieuc qui se déploie sur le flanc occidental de la baie de Saint-Brieuc, plateau de Penthièvre dont la côte est marqué par des pointes rocheuses remarquables, les caps Fréhel et d'Erquy, la pointe de la Latte) coupés par un réseau de vallées courtes et encaissées et drainés par des ruisseaux ou de petites rivières à faible débit, cours d'eau qui cloisonnent le territoire en microrégions ; vallée du Gouessant et la Penthièvre intérieure.

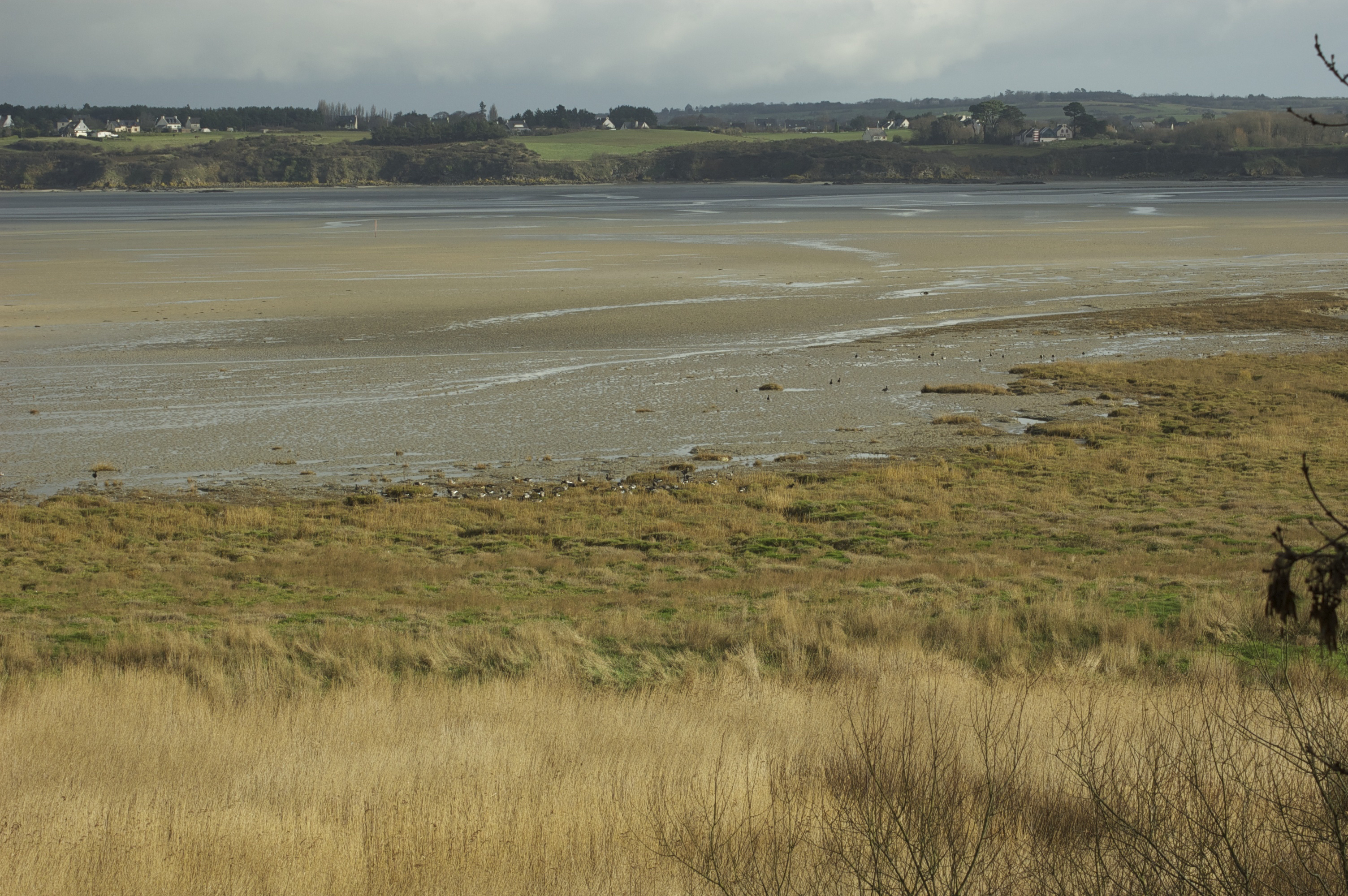
Coteaux agricoles et urbanisés d'Hillion[6], anse d'Yffiniac et ses estrans dont le haut est occupé en partie par des prés-salés.
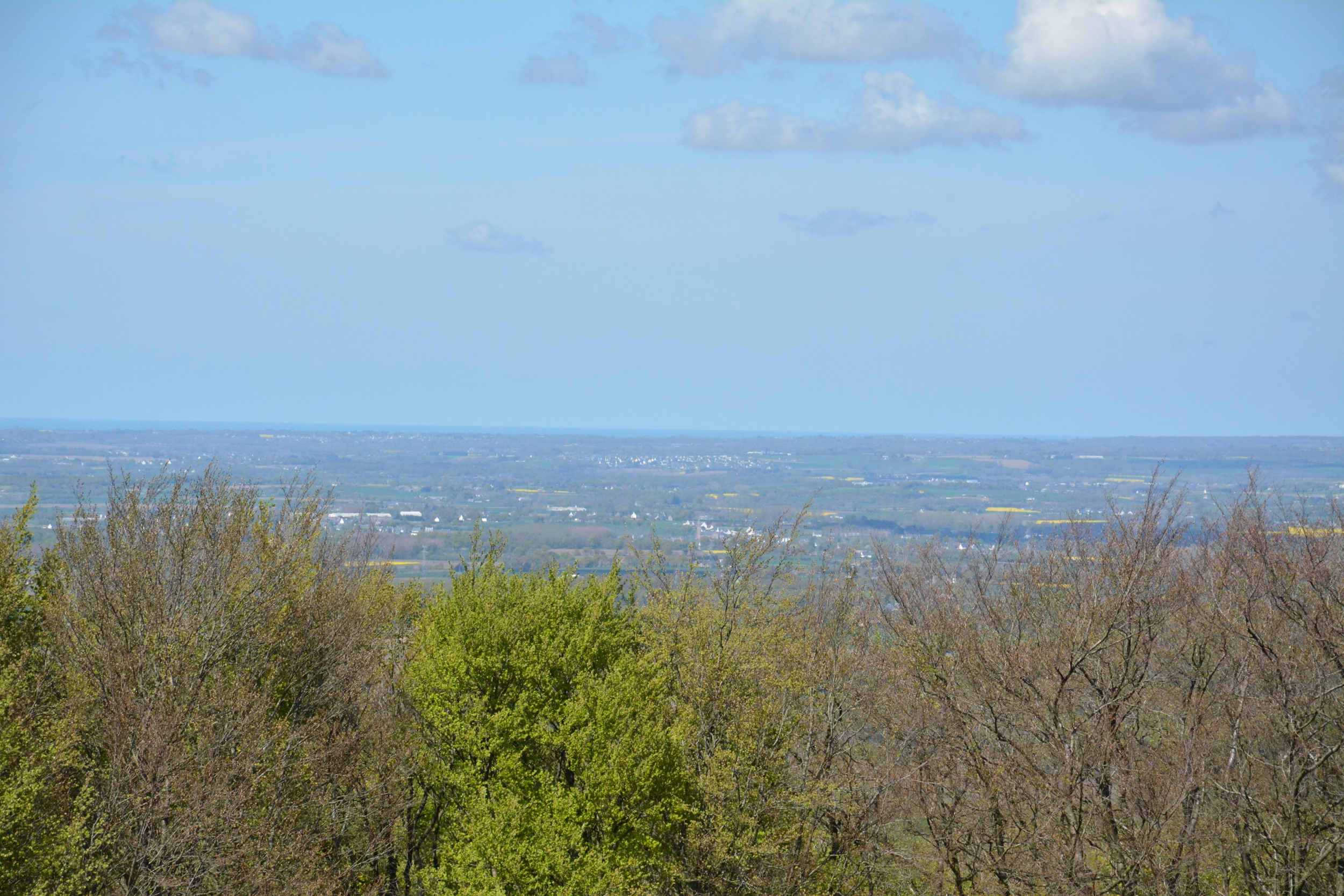
Vue depuis le mont Bel-Air (collines du Mené), de la plaine de Gouessant.
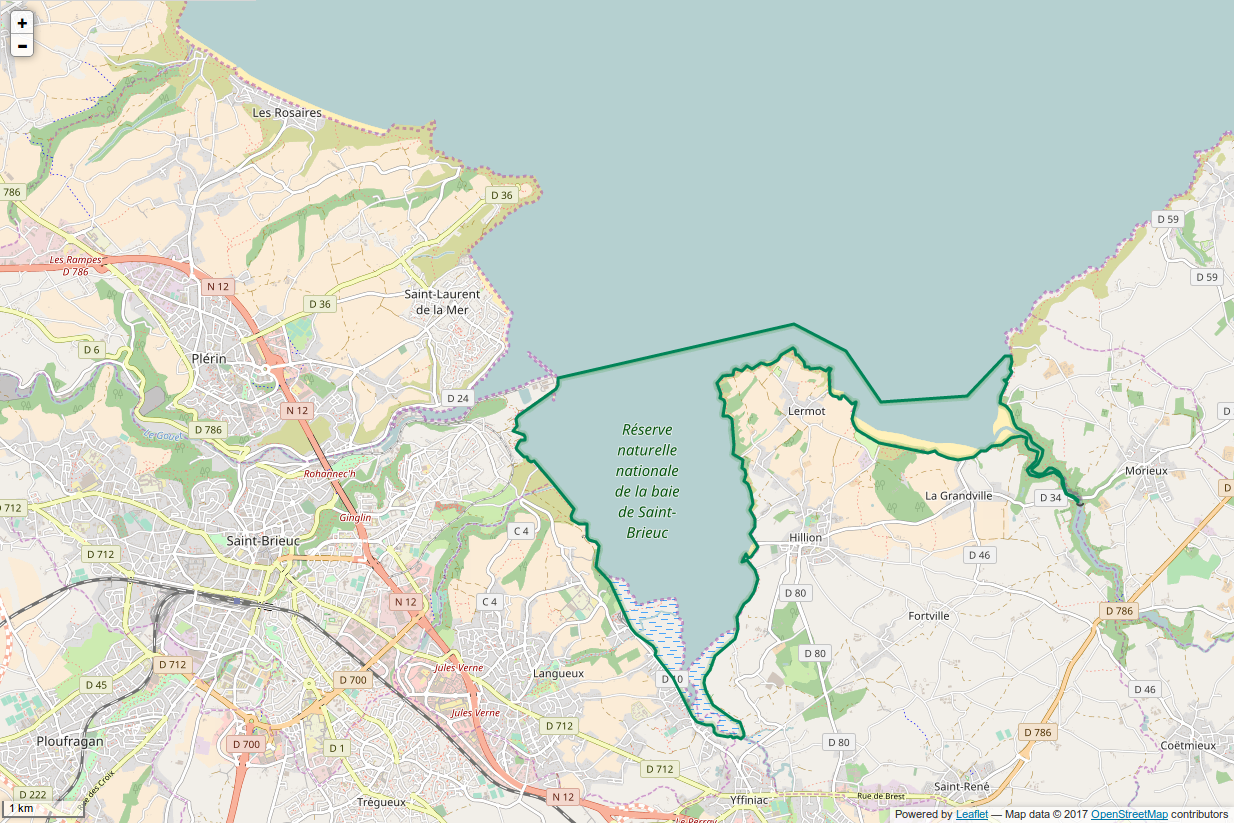
Le périmètre da la RNN de la baie de Saint-Brieuc est situé dans le Penthièvre.

## Toponymie
Le nom du Penthièvre est attesté sous les formes Pentavro en 1144, Penthevria en 1212, Pentheurie en 1232, Pentevre en 1234, Painthevre en 1339, Penthevrie et Pentevrie en 1371, Painthievre en 1407, Penthevre en 1416, Penthievre et Painthievre en 1420, Painthievre en 1468, Penthevre en 1479, Penthievre et Painthievre en 1485, Painthievre en 1507, Pointievre et Pontievre en 1536, Painthievre en 1555, Ponthievre en 1636.
Le Penthièvre, Pentevr en breton, est formé des mots bretons penn « tête », et tevr, « rivage élevé, haute côte ».

## Histoire
Les très puissants comtes de Penthièvre, cadets des ducs de Bretagne, possédaient en sus du Penthièvre proprement dit les seigneuries du Goëlo et de Guingamp, résidence du comte et nécropole familiale, si bien qu'à la fin du Moyen Âge, la quasi-principauté s'étendait sur la plus grande part de ce qui constitue aujourd'hui les Côtes-d'Armor.

### Le Penthièvre, apanage de la branche cadette
Le Penthièvre commence à représenter un enjeu politique, en particulier dans le jeu d'influence entre la Normandie, puis l'Angleterre, et la France, quand le duc de Bretagne Alain III, petit-fils de Conan Ier, élève son territoire en un comté au profit de son frère puiné, Eudon. L'opération se fait en 1035 à la mort de son oncle, le duc de Normandie Richard Ier, et un an après la mort, en 1034, de Havoise, la mère du duc, qui avait exercé sa tutelle au nom de son frère. Le duc, libéré de sa mère et de son oncle auquel il avait dû prêter allégeance en 1033, affirmait par cet acte qu'il ne saurait être, malgré son lignage, le vassal de son voisin normand. En nommant lui-même un vassal ayant le titre de comte, il montrait clairement que sa position de duc, égale à celle du duc de Normandie, ne saurait être contestée.
En outre, cette érection d'un apanage, était un moyen d'asseoir la maison de Rennes, à laquelle appartenaient Alain III et son frère, sur des territoires qui relevaient
précédemment des autres maisons rivales de Bretagne, en particulier celle de Léon, celle de Cornouaille, et celle de Dinan. Ce travail de captation de l'autorité était facilité par la création en 1032 de nouveaux diocèses ecclésiastiques, l'évêché du Trégor, détaché de celui de Léon, et l'évêché de Saint-Brieuc, détaché de celui d'Alet. La maison de Penthièvre, cadette des comtes de Rennes, se présentait ainsi comme la tutrice de ces deux nouveaux évêchés, respectivement à partir des places de Guingamp et de Lamballe.

### Le Penthièvre, fief rebelle
Au Moyen Âge, le Penthièvre est un comté assez important dont les comtes (Conan le Petit et Constance) sont ducs de Bretagne de 1156 à 1201. En 1173, le mari de Constance, Geoffroy II, troisième fils du duc de Normandie et roi d'Angleterre Henri II, confisque, en tant que duc de Bretagne « par représentation », le comté, consolidant ainsi l'empire Plantagenêt. En 1185, au cours de ses Assises, par lesquelles son père fait mettre en place une organisation moderne de la Bretagne, il cite le Penthièvre au titre d'une de ses neuf baronnies, c'est-à-dire qu'il oblige le comte de Penthièvre, de même que ses autres principaux vassaux, à résider en tant que conseiller auprès du duc et à laisser agir sur place les sénéchaux nommés par le duc, mais dès l'année suivante Geoffroi se révolte contre le roi d'Angleterre.
Durant le gouvernement du baillistre Pierre Mauclerc, qui agit pour le compte de son suzerain, le roi de France, les vassaux de Penthièvre seront à l'origine d'une déclaration d'indépendance de la Bretagne qui échouera. Quelques années plus tôt, ils ont été révoltés quand, par une application stricte du droit de garde, Pierre Mauclerc a prétexté de la minorité de l'héritier du Penthièvre, Henri, pour retirer la tutelle de celui-ci au comte Conan de Léon puis confisquer provisoirement le comté, ne laissant à Henri que le Goëlo avec la seigneurie d'Avaugour. En 1235, à l'approche de la majorité du duc Jean et donc de l'effacement de son père Pierre Mauclerc, ces vassaux assemblés s'allient à ceux du Léon sous la bannière du Guyomarch, le fils du comte de Léon. Ils adressent au roi de France Louis IX la déclaration Communes petitiones Britonum. Entre autres représailles, Pierre Mauclerc prive définitivement Henri d’Avaugour de l'héritage du comté, et donne celui-ci à sa fille Yolande, à laquelle le comté appartient jusqu’en 1272, quand Jean Ier le fait rattacher au duché de Bretagne.

### Les prétentions des Penthièvre à la couronne ducale
En 1318, l'arrière-petit-fils de Jean Ier, Guy de Penthièvre, par son mariage avec Jeanne d'Avaugour, relève la lignée légitime et annexe le temporel du Goëlo à celui du Penthièvre, qu'il avait reçu en apanage.
Par son mariage, Jeanne de Penthièvre fait passer le comté dans la famille de Châtillon-Blois en 1337. En 1363, se prétendant Jeanne de Bretagne, opposée à Jeanne La Flamme dans la guerre de Succession de Bretagne, elle possède un fief assez puissant pour se voir proposer par Jean IV de Montfort la souveraineté de tout le nord de la Bretagne en échange de la paix, ce qu'elle refuse, prolongeant ainsi la guerre jusqu'au second traité de Guérande.
Les Penthièvre, comme tous les grands vassaux bretons, étaient possessionnés en France, en particulier de la vicomté de Limoges. Ainsi pouvaient ils faire appel des décisions ducales au parlement de Paris et y trouver des appuis. C'est ce qui conduit Jean II de Brosse, le mari de la descendante de Jeanne de Penthièvre, Nicole de Châtillon, à s'opposer au duc François II quand celui-ci fait mettre en œuvre par Pierre Landais une politique d'indépendance vis-à-vis de la France. Cette politique irrite d'autant plus qu'elle accroit la centralisation du pouvoir ducal. La crise éclate au printemps 1465 quand Jean II de Brosse refuse l'ost au duc rallié à la ligue du Bien public contre Louis XI. Non seulement cette félonie fait tomber le comté en commise mais en outre le duc l'annexe au duché de Bretagne.
La comtesse Nicole de Châtillon vend en 1480 au roi de France Louis XI ses droits à la succession de Bretagne qu'une certaine interprétation du premier traité de Guérande lui conserve en cas d'absence d'héritier mâle dans la lignée des Montfort. En échange, le roi s'engage à remettre la comtesse et le comte en possession du Penthièvre. Or François II n'a que deux filles, dont la future Anne de Bretagne. À la suite de la conjuration de Montargis, la fronde éclate en coup d'État le 25 juin 1485 qui porte au pouvoir le maréchal de Rieux, futur gendre de Jean II de Brosse, mais entraîne la guerre folle qui se solde par le traité du Verger, prélude à l'annexion de la Bretagne.
Le 23 mars 1535, le traité de Crémieu entre le roi de France François Ier et Jean IV de Brosse entérine l'accord de 1480, préparant la fusion du duché de Bretagne et du royaume de France. Le traité ne fut ratifié, par le roi Henri II, qu'après la majorité de Jean et l'épuisement de ses recours en 1555. Jean n'ayant pas de postérité, sa sœur Charlotte porta le Penthièvre par son mariage avec François, vicomte de Martigues, dans la maison de Luxembourg.

### Le Penthièvre français, puissance d'argent
Sébastien de Luxembourg, leur fils, fut, dans sa lutte contre les huguenots d'Andelot, le chef ardent du parti catholique en Bretagne. Pour le remercier de sa conduite des opérations militaires, le roi érigea en 1569 le Penthièvre en duché-pairie de France. Le beau-fils du vicomte de Martigues, le duc de Mercœur, par qui le Penthièvre entra dans la maison de Lorraine, fut à son tour le champion du catholicisme face au roi Henri IV, contre lequel il fomenta, les Penthièvre restant prétendants légitimes, la sécession de la Bretagne.
Le titre de duc de Penthièvre, transmis à nouveau au beau-fils, le duc de Mercœur n'ayant qu'une fille, passa à la maison d'Orléans. En 1680, dans le cadre de la ruine organisée de la Bretagne par le Duc de Chaulnes et le gouvernement de Colbert, à la suite de l'incarcération de Nicolas Fouquet et la déchéance de ses amis parlementaires bretons, les impôts du duché sont détournés par cette famille grâce à l'entremise de Pierre Deschien, réputé inventeur du papier timbré, pour constituer la dot de la princesse douairière de Conti. Le dernier héritier fut le Grand Vendôme, mort en 1712 sans postérité.
Le titre — et la fortune considérable qui y était attachée — fut réquisitionné en 1697 pour Louis-Alexandre, dernier des enfants naturels que Louis XIV eut de la marquise de Montespan. Le fils de Louis-Alexandre, Louis-Jean-Marie de Bourbon, ajoute à son héritage propre, déjà immense en soi, celui de son oncle, le Duc du Maine, quand meurent sans descendance ses cousins germains. La princesse de Lamballe reçoit ce titre en épousant le fils de Louis-Jean-Marie de Bourbon, Louis-Alexandre de Bourbon, homonyme de son grand-père. Mademoiselle de Penthièvre est la sœur du précédent et la mère du roi Louis-Philippe, qui naquit ainsi à la tête d'une des plus grandes fortunes d'Europe avant de devenir le promoteur de l'orléanisme et du capitalisme français. Le titre de Duc de Penthièvre fut porté par le quatrième fils de Louis-Philippe d'Orléans puis par le fils du prince de Joinville.